# Anna Ruth Fry
Anna Ruth Fry, normalmente conocida como Ruth Fry (4 de septiembre de 1878 – 26 de abril de 1962), fue una escritora británica Quaker, pacifista y activista de paz.

## Trayectoria
Ruth nació en Highgate, Londres, en una familia cuáquera, (su padre fue Sir Edward  Fry, un juez y abogado que se hizo conocido mundialmente por su hábil trabajo como negociador en el Hague Tribunal en 1907) y se educó en casa. Luego trabajó como activista por la paz y escritora, sirviendo como tesorera de la Comisión de Industrias del Hogar Boer durante la segunda guerra bóer, como secretaria general de los Amigos del Comité de Ayuda a las Víctimas de la Guerra (un comité organizado por británicos Quakers para proporcionar ayuda para refugiados y víctimas de la Primera Guerra Mundial) de 1914 a 1924, como primer presidente del Fondo de ayuda a la Hambruna rusa de 1921-1922 en 1921, como secretaria para el Consejo Nacional para la Prevención de Guerra en 1926-27, y como tesorera de la sucursal de Londres de la Internacional de Resistentes a la Guerra en 1936-1937. Murió el 26 de abril de 1962, a la edad de 83 años.

## Obras literarias
En la Primera Guerra Mundial  visitó las zonas de guerra como comisaria ambulante, escribiendo sobre los esfuerzos de alivio en su libro Una aventura cuáquera (1926). Fue nombrada miembro del consejo editorial de la revista "Fellowship of Reconciliation" para la reconciliación en 1935. Publicó una serie de panfletos y folletos sobre el pacifismo y la nonviolence en acción.

## En ficción
Aparece como un personaje en la obra Fram de Tony Harrison de 2008, interpretada en su estreno en el National Theatre por Clare Lawrence.